# 宮の沢ショッピングセンター
宮の沢ショッピングセンター（みやのさわショッピングセンター）は、北海道札幌市手稲区西宮の沢にあるショッピングセンター。店舗設置者はスバル興産・太平洋セメント。

## 沿革
- 1992年（平成4年）12月10日 - 宮の沢ショッピングセンター開業。
- 2013年（平成25年）
  - 5月6日 - DCMホーマック宮の沢店が改装のため閉店[4]。
  - 7月4日 - DCMホーマックプロビルダーズ宮の沢店開店[4]。
- 2018年（平成30年）
  - 5月31日 -  DCMホーマックプロビルダーズ宮の沢店が賃借期間満了により閉店[5]。
  - 8月30日 - ラルズストア宮の沢店が改装のため閉店[5]。
  - 9月7日 - スーパーアークス宮の沢店開店[5][6]。
- 2019年（平成31年/令和元年）
  - 4月18日 - 北海道内最大のブックオフ店舗となる、BOOKOFF SUPER BAZAAR 5号札幌宮の沢店が開店[7][8][9]。
  - 5月20日 - アウトレットモノハウス宮の沢店が賃借期間満了により同市北区屯田へ移転[10]。
- 2020年（令和2年）
  - 8月7日 - キャッツアイ宮の沢店開店[11]。
  - 11月12日 ‐ 監獄カラオケ札幌宮の沢店がカラオケ歌屋札幌宮の沢店としてリニューアルオープン。

## 主なテナント
- スーパーアークス宮の沢店 - 店舗面積：2,227m2[6]
- セリア宮の沢店
- BOOKOFF SUPER BAZAAR 5号札幌宮の沢店
- キャッツアイ宮の沢店
- カラオケ歌屋札幌宮の沢店

### 退店したテナント
- 北海道スバル宮の沢店
- DCMホーマックプロビルダーズ宮の沢店 - 店舗面積：3,266m2[4]
- アウトレットモノハウス宮の沢店[10]

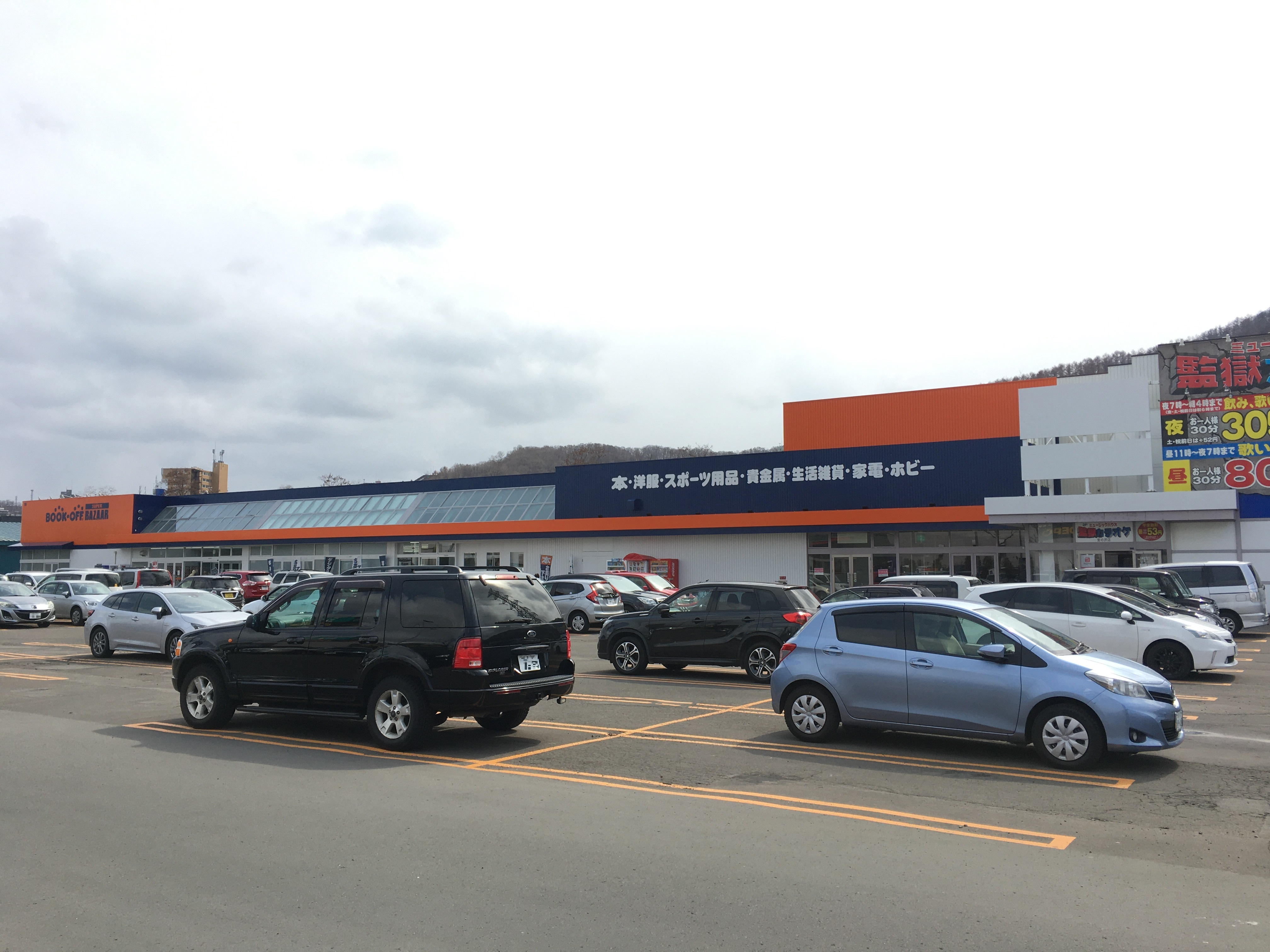
BOOKOFF SUPER BAZAAR 5号札幌宮の沢店（2020年4月）
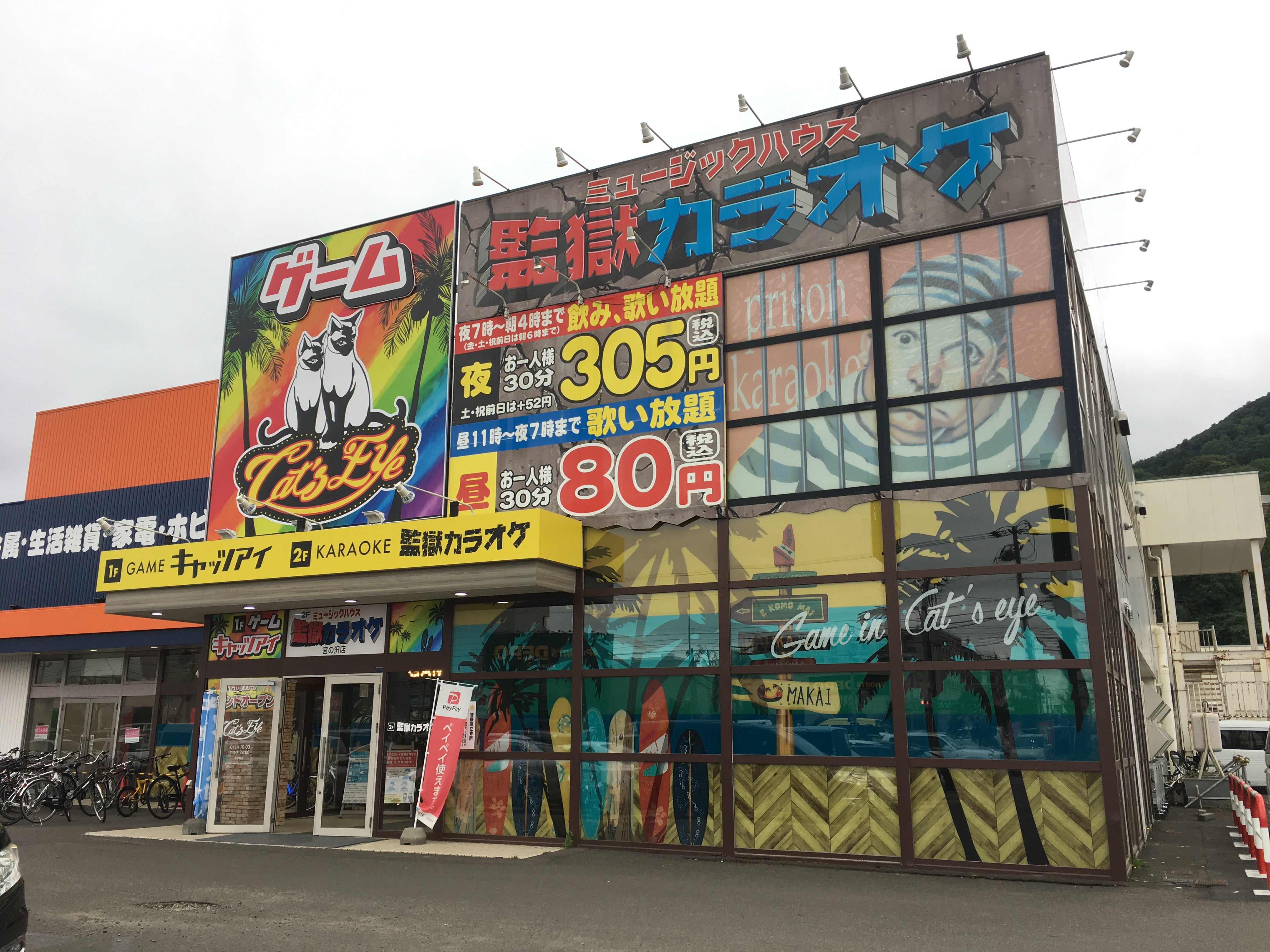
キャッツアイ宮の沢店・監獄カラオケ札幌宮の沢店（2020年9月）

## 周辺
- 国道5号（北5条手稲通）
- 北海道道128号札幌北広島環状線（追分通・札幌圏連携道路）
- 西宮の沢中央通
- スーパービバホーム手稲富丘店
- スポーツデポ宮の沢店
- ニトリ宮の沢店
- STVハウジングプラザ宮の沢
- 金星自動車手稲営業所
- 手稲警察署西宮の沢交番
- 宮の沢公園